# Марбод Реннский
Марбод Реннский (лат. Marbodus, Marbod; около 1035 — 11 сентября 1123) — французский церковный деятель, поэт (писал на латинском языке), епископ Реннский. Автор поэмы «Лапидарий» (Lapidarium, ок. 1080), переведённой на русский язык в XX веке.

## Биография
Сведения о жизни Марбода весьма скудны. Родился в Анжу, получил церковное образование, блестяще овладел латинским языком. Занимал ряд церковных должностей, в 1096 году папа римский Урбан II возвёл его в сан епископа Реннского. Относился к антифеминистической традиции, считая женщину «сладким злом», «самым опасным силком», заявляя, что женщины несут в мир все смертные грехи (завистливы, жадны, прожорливы, похотливы и т. п.).
В 1101 году (по другим сведениям в 1099 году) Марбод Реннский написал письмо отшельнику Роберу д’Арбрисселю, главе религиозной общины недалеко от Анжу, с упрёками и обличениями в адрес его последователей и образа жизни. Это письмо подвигло отшельника основать монастырь, в котором мужчины и женщины, а также девственницы, вдовы, прокажённые были бы отделены друг от друга, — так возник один из самых известных средневековых монастырей, получивший в дальнейшем название Королевское аббатство Фонтевро.

## Творчество

### «Лапидарий»
Среди многочисленных средневековых лапидариев, сочинений о минералах в прозе, особое место занимает поэма Марбода «Лапидарий» (Lapidarium, ок. 1080), полное название которой «Поэма о геммах или драгоценных камнях» («Carmen de gemmis sive lapidibus pretiosis»). Под словом gemma понимали собственно драгоценный камень (например, алмаз, изумруд и др.), а под словами драгоценные камни («lapides pretiosi») — самоцветы, стоящие гораздо дешевле. Опираясь на античные (Плиний Старший) и арабские источники, Марбод описывает 60 драгоценных минералов, каждому из них посвятив главу, характеризуя их вид, способы добычи, места распространения, лечебные свойства. Много материала позаимствовано, в свою очередь, из труда «Этимологии» Исидора Севильского, автора VII века. Врачебный эффект от камней предполагался гораздо больший, нежели от растений; как пример такого утверждения возможно привести утверждение Марбода о том, что сапфир, например, останавливает излишнее потение тела, помогает в случае открытия у больного язвы, при головных болях, приносит успокоение мыслям и помогает процессу молитвы.
Книга была переведена на французский, английский, итальянский, датский языки. После изобретения книгопечатания выдержала 14 переизданий, первое из которых датировано 1511 годом. На русский язык переведена академиком РАН С. С. Аверинцевым и латинистом Ю. Ф. Шульцем.

### Другие произведения
Также Марбоду принадлежат пять сатирических писем против Робера д’Арбрисселя (более известного по характеристике Вольтера в «Орлеанской Девственнице») и поэтический парафраз на «Песню Песней». Марбод сочинял жития святых в стихах и прозе. Созданная Марбодом версия жития Таис, египетской куртизанки IV века, принявшей христианство и пришедшей в монастыре к святой жизни, в конце XIX века была использована А. Франсом в романе «Таис» (1890) и Ж. Массне в опере «Таис» (1894).